# لوسی رای
لوسی رای (انگلیسی: Lucie Rie; ۱۶ مارس ۱۹۰۲ – ۱ آوریل ۱۹۹۵) سازنده ظروف سفالین، و طراح اهل بریتانیا بود.